# Indywidualne Mistrzostwa Polski w Zapasach 1946
16. Mistrzostwa Polski w Zapasach (pierwsze po II wojnie światowej) rozegrano wyłącznie w stylu klasycznym w Łodzi w 1946.

## Medaliści
| Kategoria:  | Złoto:                                    | Srebro:                           | Brąz:                                      |
| 52 kg       | Henryk Bednarek Milicyjny KS Łódź         | Wilhelm Grajcarek Śląsk           |                                            |
| 57 kg       | Karol Marcok Huta Pokój Nowy Bytom        | Gibas Śląsk                       | Ludwik Budzyński Gwiazda Bydgoszcz         |
| 62 kg       | Jan Stróżyk Bieżanowianka Kraków          | Oskar Kusz Huta Pokój Nowy Bytom  | Franciszek Kauch Warta Poznań              |
| 67 kg       | Józef Kulesza ŁKS Łódź                    | Stanisław Jakubowicz Warta Poznań | Zygmunt Kuligowski Huta Pokój Nowy Bytom   |
| 73 kg       | Feliks Rejniak Legia Warszawa             | Jerzy Gryt Śląsk                  | Władysław Kuligowski Huta Pokój Nowy Bytom |
| 79 kg       | Antoni Gołaś Siła Mysłowice               | Mieczysław Radoń Włókniarz Kraków | Maliszewski Warszawa                       |
| 87 kg       | Władysław Bajorek Legia Kraków            | Stefan Kulisa Budowlani Warszawa  | Wincenty Pięta Warta Poznań                |
| ponad 87 kg | Kazimierz Kozyrski Elektryczność Warszawa | Czesław Gliński ŁKS Łódź          | Bogdan Śliskowski IKP Łódź                 |